# Sequània
Sequània (en llatí: Sequania) va ser una província romana formada cap a l'any 297 amb la reforma de l'Imperi duta a terme per Dioclecià, quan va dividir la Germània Superior. Hi va afegir la part sud-est de la Gàl·lia Belga i també es va anomenar Maxima Sequanorum.
Tenia per capital Vesontio (Besançon), la ciutat dels sèquans, el poble gal del que la regió en va prendre el nom. S'estenia per tota la serralada del Jura, l'altiplà suís, i la plana d'Alsàcia. Al segle v va ser atacada pels alamans al nord i pels burgundis al sud a l'època de les invasions bàrbares, i va desaparèixer a la fi de l'Imperi Romà d'Occident l'any 476.
A més de la ciutat de Vesontio hi havia els territoris i ciutats d'Avènticum, on vivien els helvecis, la colònia Iulia Equestris, Nyon, al país dels eqüestres i la colònia d'Augusta Ràurica (Basilea). La província estava inclosa a la diòcesi de la Gàl·lia, que tenia per capital Augusta dels Trèvers.